# Herrbergsliden
Herrbergslidens naturreservat ligger i Örnsköldsviks kommun, Trehörningsjö socken. Det ligger strax söder om Önskasjön och omfattar 134 hektar.

## Allmänt
Skogen på Herrbergsliden är urskogsartad men inte helt orörd av människan. Här finns bland annat spår efter några vedhuggningar under krigsåren. I reservatet finns gott om gammal grov skog, och många granar är över 150 år gamla. En del tallar är ännu äldre.
Skogen bär tecken på flera skogsbränder under de senaste 200 åren. Bränder har kartlagts till åren 1807 och 1850.
Ändamålet med reservatet är att för framtiden bevara ett urskogsartat skogsekosystem och låta det utvecklas fritt. Härigenom gör man det möjligt för de hotade skogsarterna att fortleva.
Reservatet är av Regeringen antaget som Natura 2000-område enligt habitatdirektivet. Främsta motivet för utpekande av området är förekomsten av gammal grandominerad skog inom den prioriterade naturtypen västlig taiga. Det gäller också skyddet för ”öppna svagt välvda mossar, fattiga och intermediära kärr och gungflyn”.
Området lämnas tills vidare för fri naturlig utveckling.

## Djur
Sluttningen vid Herrbergsliden är intressant ur fågelsynpunkt med årlig förekomst av gärdsmyg, grönsångare och svarthätta. Den ovanliga lundsångaren har noterats sjungande här flera år liksom mindre flugsnappare. Andra fågelarter som förekommer i Herrbergsliden är duvhök, bivråk, pärluggla samt tretåig hackspett. Även gråspett förekommer i området liksom skogsfågel som tjäder och järpe.

## Kärlväxter
Reservatet kan delas in i tre områden: Bäckdalen, Stor-Herrbergskullen och Sydsluttningen. Den sistnämnda med sin grova granskog är den örtrikaste miljön. I bäckdalen finns det gott om kullfallna träd, så kallade lågor, som tillsammans med den frodiga ormbunksvegetationen skapar en trolsk miljö. Uppe på Stor-Herrbergskullens topp växer en mager tallskog som kontrast till övriga delar.
Det är särskilt sydsluttningen som påverkas av genomsilande näringsrikt vatten. Den kläs under våren av imponerande blåsippsmattor. Blåsippan har här en av sina nordligaste utposter i landet. Andra växter som visar på en frodig miljö är till exempel trolldruva, underviol, fjälltolta, grönkulla, grönpyrola och vitpyrola.
En kuriositet i reservatet är den magnifika jättegran som står mitt i sydsluttningen. Det är en så kallad "plusgran" som använts i förädlingsarbete och som kan komma att ge upphov till mängder av andra välvuxna träd. Den mäter över 285 centimeter i omkrets vid brösthöjd vilket motsvarar 91 centimeter i diameter.
Underlaget är en berggrund av revsundsgranit som bildades för 1 750 miljoner år sedan.

## Vedsvampar
Den olikåldriga gammelskogen med omväxlande bonitet ger plats åt ett flertal arter. Här finns ett flertal rödlistade vedsvampar såsom lappticka (Amylocystis lapponica) och ostticka (Skeletocutis odora). Klibbticka (Fomitopsis pinicola) orsakar röta i träden och gör att mängden lågor ökar. Trådticka (Climacocystis borealis) kan ses på stubbar av gran. Mängden av stående och liggande död ved är stor och på granlågor i reservatet förekommer bland annat rosenticka, gränsticka, rynkskinn, ullticka och lappticka. Även hänglavsförekomsten är god i området.